# 目支鄰陀

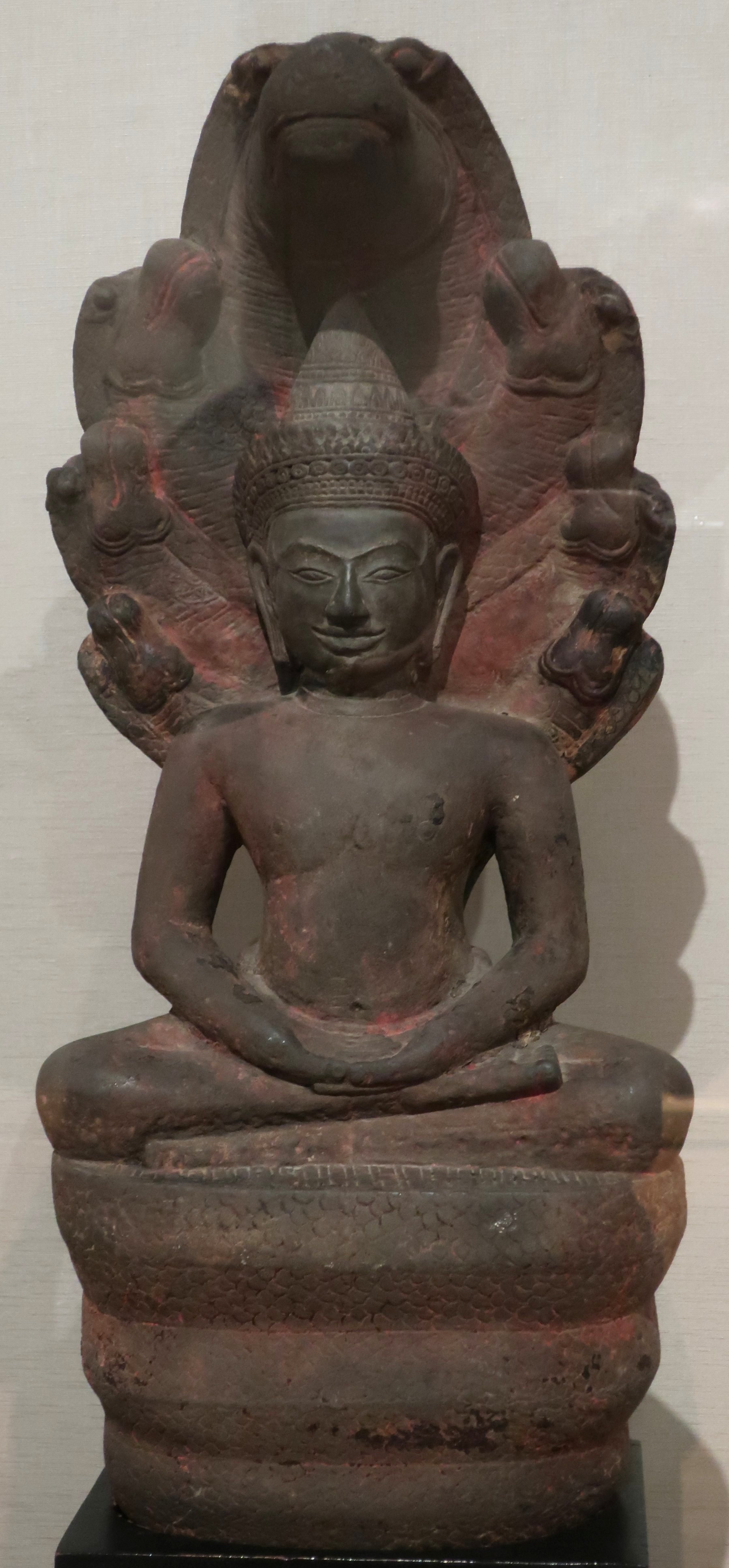
目支鄰陀替佛陀遮擋暴雨，收藏於檀香山藝術學院

目支鄰陀，意譯解脫處、解脫，又音譯作目脂鄰陀、目真鄰陀、目鄰，是一位那伽龍王，傳說中庇護佛陀使其不受雨淋。是佛教八大龍王之一。

## 概要

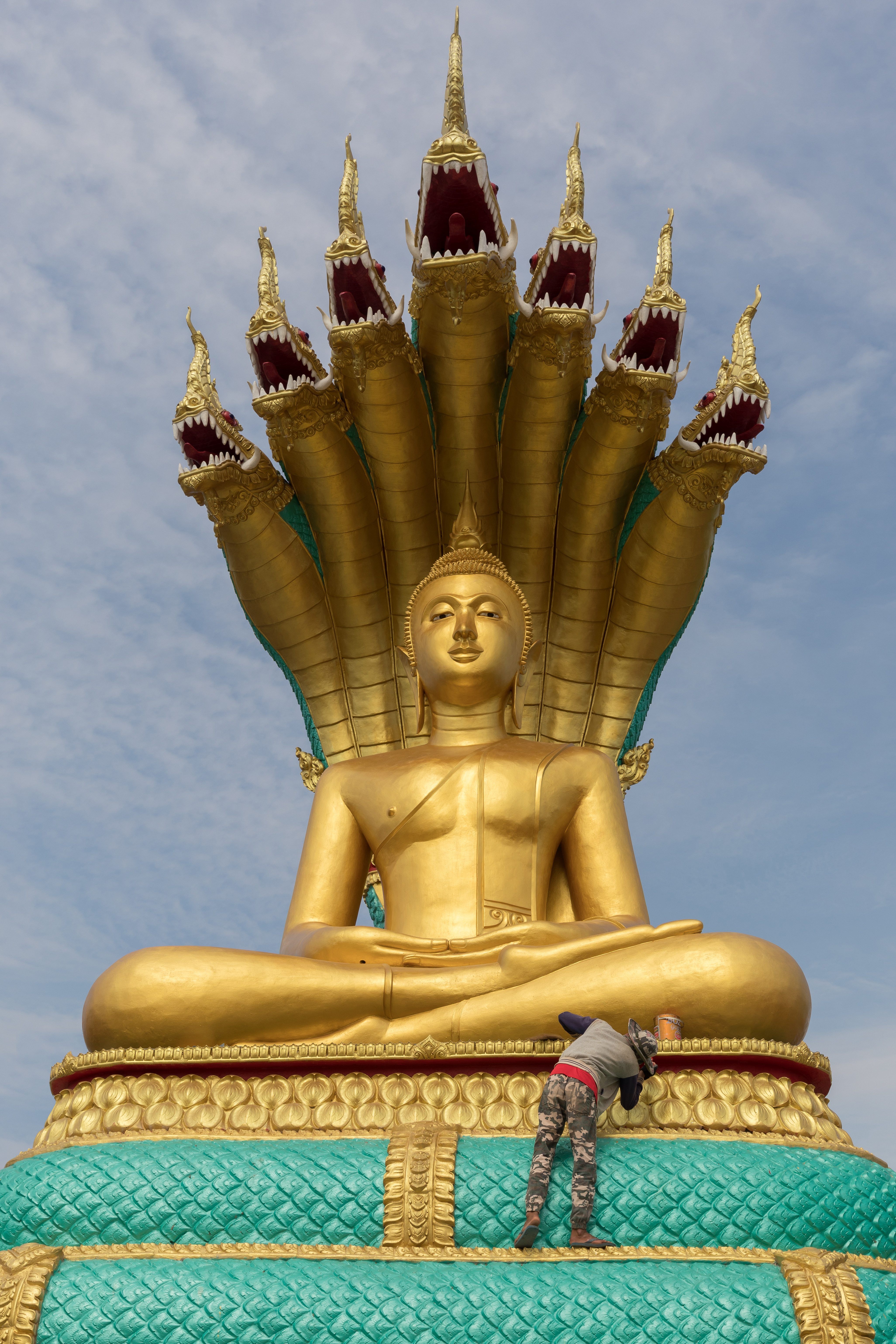
寮國四千島的目支鄰陀護佛像

佛陀於菩提樹下打坐，其樹根即為目支鄰陀的棲息處。而後遭逢七日七夜的暴雨時，目支鄰陀自棲息處竄出；以自身纏繞佛陀七圈，並以七個頭為佛陀遮擋雨勢。
日本禪宗系的寺廟將其視為禪修行者的守護神，多數於法堂的天花板上畫有目支鄰陀的畫像；其中以京都妙心寺的法堂，由狩野探幽所作畫的雲龍圖最為有名。